# Germaine Cernay

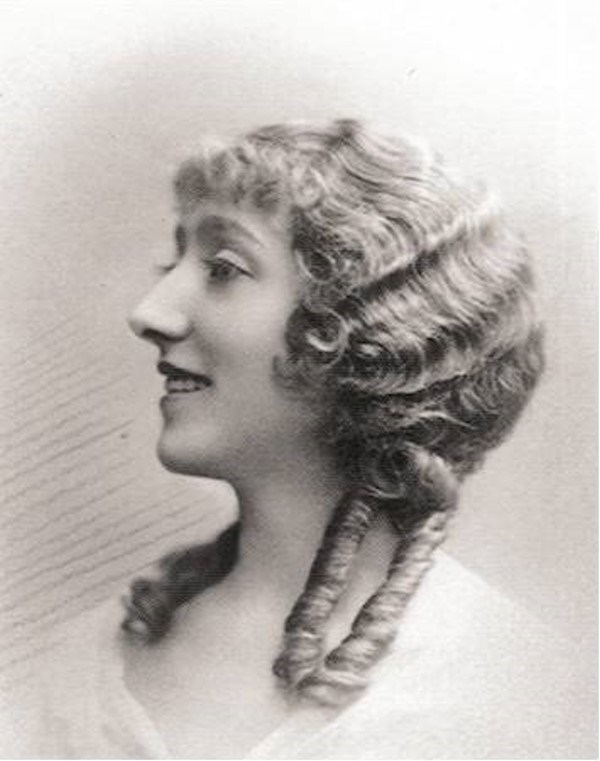
Germaine Cernay.

Germaine Cernay (Germaine Pointu) (*28 de abril de 1900, Le Havre - †1943, París) fue una mezzosoprano francesa. Representa un tipo de cantante que los franceses llaman «Galli-Marié» (después de la prima donna, Célestine Galli-Marié).
Estudió en el Conservatorio de París con Albers y Engel, debutando en 1925 en la Ópera de París en Penélope de Gabriel Fauré.
La mayor parte de su carrera la realizó en Opéra-Comique donde debutó en 1927 con Risurrezione de Franco Alfano junto a Mary Garden.
Otros papeles que interpretó fueron Carmen, Suzuki, Malika, Mignon, Charlotte en Werther de Massenet, incluso cantó en radio Melisande de Debussy y grabó la parte de Genevieve en la célebre versión dirigida por Roger Désormière.
Dejó la carrera en 1942 para ser monja. Un año después murió de un ataque epiléptico.

## Registros
- Bizet - Carmen (Inghelbrecht/Berthaud, Guillamat, Lovano, Verneuil, de Faria)
- Debussy - Pelléas et Mélisande (Desormière/Jansen, Joachim, Etcheverry)
- Lalo - Le Roi d´Ys (Exc- Inghelbrecht/Micheletti, Guillamat, Ravoux, Lovano)
- Mascagni - Cavalleria Rusticana (Cloez/Micheletti, Endrèze)
- Thomas - Mignon (Ex/Bastin/D’Arkor, Tragin, Dumoulin)
- Recital (Arias de Lalo, Saint-Saëns, Massenet, Berlioz, Bach)